# 约瑟夫·格里古列维奇
约瑟夫·格里古列维奇（俄语：Иосиф Ромуальдович Григулевич，1913年5月5日—1988年6月2日），苏联内务人民委员部特工，活跃于1937年至1953年间，当时他在针对不忠于约瑟夫·斯大林的共产党和布尔什维克个人的暗杀阴谋中发挥了作用。这包括西班牙内战期间对声称的和实际的托洛茨基主义者的谋杀，包括安德烈斯·宁，以及在墨西哥对托洛茨基的首次未遂暗杀企图。格里古列维奇曾以哥斯达黎加侨民特奥多罗·B·卡斯特罗（Teodoro B. Castro）的虚假身份担任哥斯达黎加驻意大利和南斯拉夫大使（1952年-1954年），任务是刺杀南斯拉夫领导人约瑟普·布罗兹·铁托，但该任务在1953年斯大林去世后中止。格里古列维奇随后定居莫斯科，在那里担任拉丁美洲历史和罗马天主教会专家。格里古列维奇后成为苏联科学院院士，担任《今日社会科学》杂志主编，出版了许多有关拉丁美洲主题的书籍和文章。